# کارل بیورنسترن
کارل بیورنسترن (انگلیسی: Carl Björnstjerna; ۷ آوریل ۱۸۸۶ – ۲۰ فوریهٔ ۱۹۸۲) فرد نظامی اهل سوئد بود.